# Шільдау
Шільдау (нім. Schildau) — місто у Німеччині, у землі Саксонія. Підпорядковане адміністративному округу Лейпциг. Входить до складу району Північна Саксонія.
Населення — 3 554 особи (на 31 грудня 2010). Площа — 74,60 км².
Офіційний код — 14 3 89 260.

## Адміністративний поділ
Місто поділяється на 5 міських районів.